# Килбаррак
Килбаррак (англ. Kilbarrack; ирл. Cill Bharróg) — городской район Дублина в Ирландии, находится в административном графстве Дублин (провинция Ленстер).
Местная железнодорожная станция была открыта 1 июня 1969 года.